# Cristóbal Pérez
Cristóbal Pérez Leal (Chiscas, Boyacá, 23 de agosto de 1952) es un ciclista de ruta colombiano que compitió durante las décadas de 1970 y 1980. Ganó la Vuelta a Colombia 1982 siendo gregario y sin ganar ninguna etapa. Representó a su país en los Juegos Olímpicos de Montreal 1976, en la prueba contrarreloj por equipos.
Fue seleccionado para participar en el Tour de l'Avenir 1982, con su equipo nacional, terminando en un notable tercer lugar. En el mismo año fue el primer ciclista Americano en ganar el premio "Merlin-Plage", conocido como la palma de oro como uno de los mejores ciclistas "Amateurs" del mundo. Hizo parte del primer equipo de ciclismo en ruta de su país (aficionado) en ser invitado al Tour de Francia 1983. Participa por segunda y última vez en el Tour de 1987, a la edad de 35 años.

## Palmarés
- Tour de l'Avenir
  - 1 subida al podio (3.º en 1982).[4]
- Vuelta a Colombia
  - Ganador de la clasificación general en 1982.[6]
- Vuelta a Boyacá
  - Ganador de la clasificación general en 1976.[7]

## Resultados en lasgrandes vueltas
| Carrera         | 1983 | 1984 | 1985 | 1986 | 1987 |
| Tour de Francia | Ab.  | -    | -    | -    | 101° |
| Giro de Italia  | -    | -    | -    | -    | -    |
| Vuelta a España | -    | -    | -    | -    | -    |

## Resultados en campeonatos

### Juegos Olímpicos

#### Ruta
100 km por equipos
1 participación
- 1976 : 23.º en la clasificación final.[3]

## Equipos[9]
- Aficionados :                                                                                                                            
  - 1975 :  Libreta de plata
  - 1976 :  Libreta de plata
  - 1977 :  Lotería de Boyacá
  - 1978 :  Lotería de Boyacá
  - 1979 :  Drogeria yaned
  - 1980 :  Lotería de Boyacá[10]
  - 1981 :  Lotería de Boyacá[11]
  - 1982 :  Lotería de Boyacá[6]
  - 1983 :  Colombia - Pilas Varta
  - 1984 :  Colombia - Pilas Varta[12]
  - 1985 :  Apuestas Rueda[13]
- Profesionales :
  - 1986 :  Teka
  - 1987 :  Pilas Varta - Café de Colombia